# Kalle Kiiskinen
Kalle Kiiskinen, född den 6 september 1975 i Hyvinge, Finland, är en finländsk curlingspelare.
Han tog OS-silver i herrarnas curlingturnering i samband med de olympiska curlingtävlingarna 2006 i Turin.